# Babka wielkołuska
Babka wielkołuska (Leseurigobius friesii) – gatunek ryby z rodziny babkowatych (Gobiidae).

## Występowanie
Wschodni Atlantyk od Mauretanii po cieśniny Skagerrak i Kattegat oraz Morze Śródziemne po Morze Marmara.
Występuje na głębokości 10–130 m. Zakopuje się w mule bądź mulistym piasku. Często związana z dziesięcionogiem Nephrops norvegicus.

## Cechy morfologiczne
Osiąga 13 cm długości. 
Na całym ciele żółtobrązowe plamki. Między oczami wyraźny rysunek.

## Odżywianie
Zjada wieloszczety, małe skorupiaki i mięczaki.

## Rozród
Dojrzewa płciowo przy długości 4–5 cm. W Szkocji trze się od V do VIII. Ikra, o wymiarach 1,8–1,9 × 0,9–1,0 mm, jest składana w norkach. Żyje do 11 lat.